# Enrique Saravia
Enrique Ángel Saravia Hernández (Montevideo, Uruguay, 23 de abril de 1967) es un exfutbolista uruguayo. Jugaba de defensa y militó en diversos clubes de Uruguay, Argentina, Chile, Paraguay y Ecuador. Fue presidente de la Mutual de Futbolistas de su país durante catorce años.

## Clubes
| Club                  | País      | Año       |
| --------------------- | --------- | --------- |
| Nacional              | Uruguay   | 1986-1989 |
| LDU Quito             | Ecuador   | 1989      |
| Nacional              | Uruguay   | 1990-1992 |
| Mandiyú de Corrientes | Argentina | 1992-1993 |
| Nacional              | Uruguay   | 1993      |
| Defensor Sporting     | Uruguay   | 1994      |
| Olimpia               | Paraguay  | 1995      |
| Rampla Juniors        | Uruguay   | 1995-1996 |
| Cerro                 | Uruguay   | 1997      |
| Everton               | Chile     | 1998      |
| Rentistas             | Uruguay   | 1999      |
| Rocha                 | Uruguay   | 2000-2001 |
| Colón                 | Uruguay   | 2001-2003 |

## Palmarés

### Torneos nacionales
| Título                    | Club     | Sede    | Año  |
| ------------------------- | -------- | ------- | ---- |
| Torneo Competencia        | Nacional | Uruguay | 1989 |
| Liguilla Pre-Libertadores | Nacional | Uruguay | 1990 |
| Primera División          | Nacional | Uruguay | 1992 |

### Torneos internacionales
| Título              | Club     | Sede         | Año  |
| ------------------- | -------- | ------------ | ---- |
| Copa Libertadores   | Nacional | Montevideo   | 1988 |
| Recopa Sudamericana | Nacional | Buenos Aires | 1989 |
| Copa Interamericana | Nacional | Montevideo   | 1989 |